# Véhicule de service
Ne doit pas être confondu avec Véhicule de fonction.

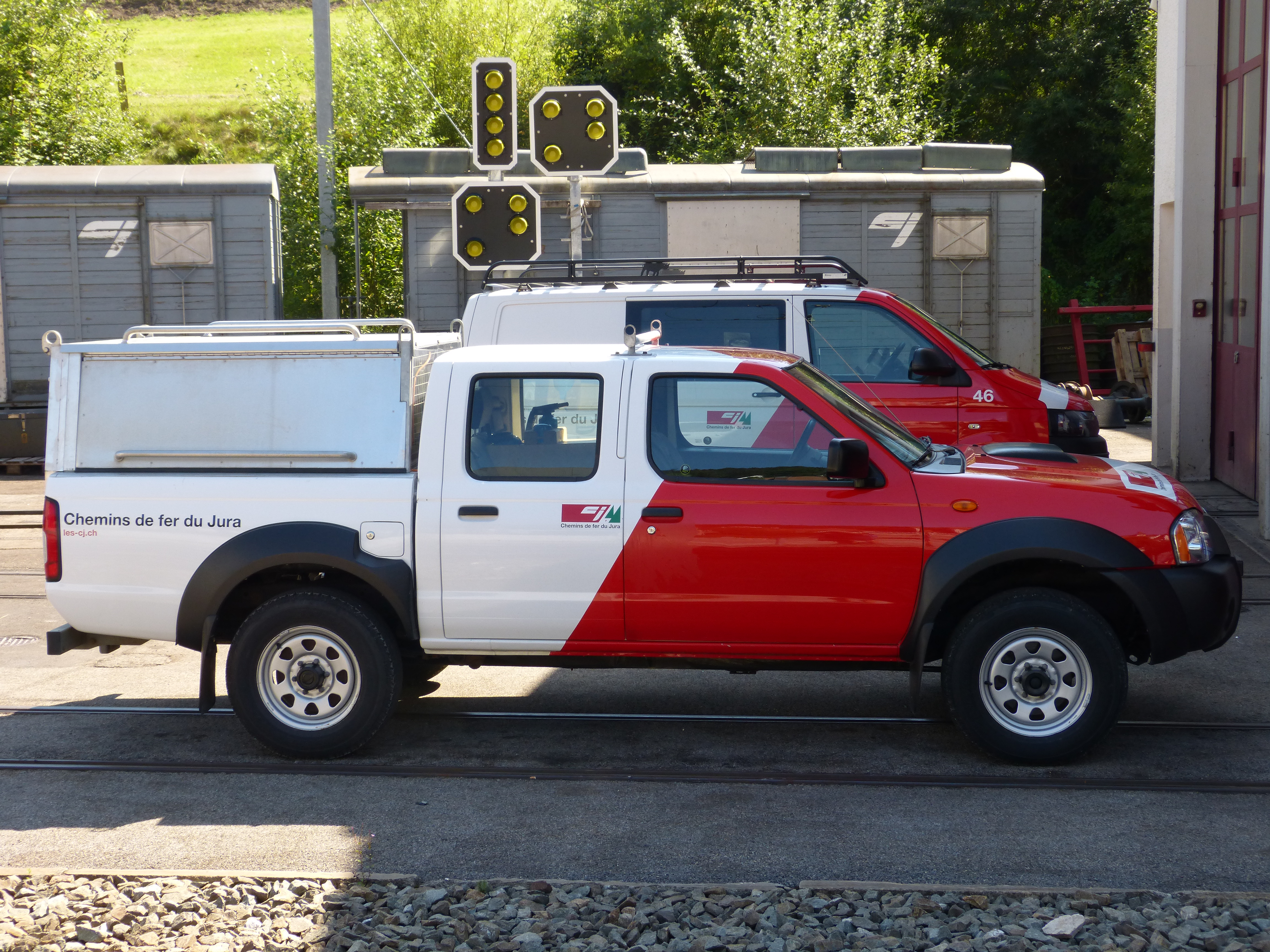
Véhicules de service des Chemins de fer du Jura

Un véhicule de service, aussi appelé voiture de société, est un véhicule confié par une entreprise à un groupe de salariés ou à un service spécifique (SAV, vente, etc.). Un véhicule de service peut être utilisé pour signaler des travaux ou une intervention en cours, entre autres sur autoroute pour éviter tout accident.

## Réglementation (France)
Contrairement à un véhicule de fonction l'utilisation, ponctuelle ou permanente, est exclusivement réservée aux heures de travail et éventuellement aux trajet domicile-travail. 
Il ne s'agit pas d'un avantage en nature, sauf s'il est laissé à la disposition du salarié en dehors des nécessités du service et alors soumis à cotisations sociales.